# Ben Rosenfield
Benjamin "Ben" Rosenfield (Montclair,1 de agosto de 1992) é um ator e músico estadunidense. Iniciou sua carreira no cinema, e conseguiu grande repercussão ao interpretar Tim Buckley em Greetings from Tim Buckley, obra a qual o impulsionou a protagonizar outros filmes, como Affluenza e A Most Violent Year.

## Filmografia

### Televisão
| Ano     | Título                   | Papel           |
| ------- | ------------------------ | --------------- |
| 2013    | Live from Lincoln Center | Enoch Snow Jr   |
| 2013–14 | Boardwalk Empire         | Willie Thompson |

### Cinema
| Ano  | Título                     | Papel          |
| ---- | -------------------------- | -------------- |
| 2010 | The Virgins                | —              |
| 2012 | Greetings from Tim Buckley | Tim Buckley    |
| 2013 | Teenage                    | Tommie Scheel  |
| 2013 | Louder Than Words          | Michael Fareri |
| 2013 | Passersby                  | —              |
| 2014 | Jamesy Boy                 | Chris          |
| 2014 | Song One                   | Henry          |
| 2014 | Affluenza                  | Fisher Miller  |
| 2014 | A Most Violent Year        | Alex           |
| 2015 | 6 Years                    | Dan Mercer     |
| 2015 | Irrational Man             | Danny          |

### Teatro
| Ano  | Título                 | Papel   |
| ---- | ---------------------- | ------- |
| 2011 | Through a Glass Darkly | Max     |
| 2015 | The Nether             | Woodnut |